# 成花铁路
成花铁路，又称成昆铁路货车外绕线，是一条起于成都北站，终于花龙门站的铁路。成花铁路设计时速120千米每小时，按照国铁Ⅰ级标准建设。全线新建线路全长53.436公里，共设成都北、十陵、新兴镇、旗江、花龙门5个车站。成花铁路建成通车后，货运列车不再进入成都市区，而改为沿着成花铁路在城外运行。
成花铁路于2008年12月开建，工程共投资30亿元。成花铁路于2009年12月工程完工。 2010年5月2日，成花铁路轨道铺通。